# Baissea viridiflora
Baissea viridiflora är en oleanderväxtart som först beskrevs av Karl Moritz Schumann, och fick sitt nu gällande namn av De Kruif. Baissea viridiflora ingår i släktet Baissea och familjen oleanderväxter. Inga underarter finns listade i Catalogue of Life.